# Grand Prix Brazylii 1979
Grand Prix Brazylii 1979 (oryg. Grande Prmio do Brasil) – druga runda Mistrzostw Świata Formuły 1 w sezonie 1979, która odbyła się 4 lutego 1979, po raz szósty na torze Interlagos.
8. Grand Prix Brazylii, siódme zaliczane do Mistrzostw Świata Formuły 1.

## Klasyfikacja
| Legenda oznaczeń w tabelach wyników Wyświetl szablon na nowej stronie | Legenda oznaczeń w tabelach wyników Wyświetl szablon na nowej stronie                                                                     |
| Oznaczenie                                                            | Wyjaśnienie |
| --------------------------------------------------------------------- | --- |
| Złoty                                                                 | Zwycięzca lub mistrzostwo |
| Srebrny                                                               | 2. miejsce lub wicemistrzostwo |
| Brązowy                                                               | 3. miejsce lub II wicemistrzostwo |
| Zielony                                                               | Ukończył, punktował (w klasyfikacji generalnej, gdy zdobył co najmniej jeden punkt na przestrzeni sezonu, poza trzema powyższymi opcjami) |
| Niebieski                                                             | Ukończył, nie punktował (w klasyfikacji generalnej, gdy nie zdobył co najmniej jednego punktu na przestrzeni sezonu)                      |
| Czerwony                                                              | Nie zakwalifikował się (NZ) |
| Czerwony                                                              | Nie prekwalifikował się (NPK) |
| Różowy                                                                | Nie ukończył (NU) |
| Różowy                                                                | Niesklasyfikowany (NS) (w klasyfikacji generalnej, gdy nie został sklasyfikowany w żadnym wyścigu sezonu)                                 |
| Czarny                                                                | Zdyskwalifikowany (DK) |
| Czarny                                                                | Wykluczony (WYK/EX) |
| Biały                                                                 | Nie wystartował (NW) |
| Biały                                                                 | Kontuzjowany (K/INJ) |
| Biały                                                                 | Wyścig odwołany (OD/C) |
| Bez koloru                                                            | Został wycofany (WYC/WD) |
| Bez koloru                                                            | Nie przybył (NP/DNA) |
| Bez koloru                                                            | Nie brał udziału w treningach (NT/DNP) |
| Bez koloru                                                            | Nie został zgłoszony (–) |
| Pogrubienie                                                           | Start z pole position |
| Kursywa                                                               | Najszybsze okrążenie wyścigu |
| †                                                                     | Nie ukończył, ale jego rezultat został zaliczony ze względu na przejechanie więcej niż 90% dystansu wyścigu.                              |
| *                                                                     | Sezon w trakcie |
| 1/2/3                                                                 | Punktowana pozycja w sprincie kwalifikacyjnym                                                                                             |
| Lista systemów punktacji Formuły 1                                    | |

| Pos | No | Kierowca              | Konstruktor        | Okrążeń | Czas/powód NU      | Poz. Start. | Punktów |
| --- | -- | --------------------- | ------------------ | ------- | ------------------ | ----------- | ------- |
| 1   | 26 | Jacques Laffite       | Ligier-Ford        | 40      | 1:40:09.64         | 1           | 9       |
| 2   | 25 | Patrick Depailler     | Ligier-Ford        | 40      | +5.28 sek.         | 2           | 6       |
| 3   | 2  | Carlos Reutemann      | Lotus-Ford         | 40      | +44.14 sek.        | 3           | 4       |
| 4   | 3  | Didier Pironi         | Tyrrell-Ford       | 40      | +1:25.88           | 8           | 3       |
| 5   | 12 | Gilles Villeneuve     | Ferrari            | 39      | +1 Okrążenie       | 5           | 2       |
| 6   | 11 | Jody Scheckter        | Ferrari            | 39      | +1 Okrążenie       | 6           | 1       |
| 7   | 30 | Jochen Mass           | Arrows-Ford        | 39      | +1 Okrążenie       | 19          |         |
| 8   | 7  | John Watson           | McLaren-Ford       | 39      | +1 Okrążenie       | 14          |         |
| 9   | 29 | Riccardo Patrese      | Arrows-Ford        | 39      | +1 Okrążenie       | 16          |         |
| 10  | 15 | Jean-Pierre Jabouille | Renault            | 39      | +1 Okrążenie       | 7           |         |
| 11  | 14 | Emerson Fittipaldi    | Fittipaldi-Ford    | 39      | +1 Okrążenie       | 9           |         |
| 12  | 18 | Elio de Angelis       | Shadow-Ford        | 39      | +1 Okrążenie       | 20          |         |
| 13  | 22 | Derek Daly            | Ensign-Ford        | 39      | +1 Okrążenie       | 23          |         |
| 14  | 17 | Jan Lammers           | Shadow-Ford        | 39      | +1 Okrążenie       | 21          |         |
| 15  | 28 | Clay Regazzoni        | Williams-Ford      | 38      | +2 Okrążeń         | 17          |         |
| NU  | 27 | Alan Jones            | Williams-Ford      | 33      | Problemy z paliwem | 13          |         |
| NU  | 9  | Hans Joachim Stuck    | ATS-Ford           | 31      | Ukł. kierowniczy   | 24          |         |
| NU  | 16 | René Arnoux           | Renault            | 28      | Wypadł z toru      | 11          |         |
| NU  | 20 | James Hunt            | Wolf-Ford          | 7       | Ukł. kierowniczy   | 10          |         |
| NU  | 8  | Patrick Tambay        | McLaren-Ford       | 7       | Kolizja            | 18          |         |
| NU  | 5  | Niki Lauda            | Brabham-Alfa Romeo | 5       | Skrz. biegów       | 12          |         |
| NU  | 6  | Nelson Piquet         | Brabham-Alfa Romeo | 5       | Wypadek            | 22          |         |
| NU  | 1  | Mario Andretti        | Lotus-Ford         | 2       | Wyciek paliwa      | 4           |         |
| NU  | 4  | Jean-Pierre Jarier    | Tyrrell-Ford       | 0       | elektronika        | 15          |         |
| NZ  | 31 | Héctor Rebaque        | Lotus-Ford         |         |                    |             |         |
| NZ  | 24 | Arturo Merzario       | Merzario-Ford      |         |                    |             |         |